# قلعه محمد کریم خان
قلعه محمد کریم خان مربوط به دوره قاجار است و در شهرستان خاتم، بخش مرکزی، شهر هرات، در محله قلعه محمد کریم خان واقع شده و این اثر در تاریخ ۱۵ دی ۱۳۸۷ با شمارهٔ ثبت ۲۴۳۳۹ به‌عنوان یکی از آثار ملی ایران به ثبت.